# Aaron Jones (running back)
Aaron LaRae Jones (Savannah, Estados Unidos; 2 de diciembre de 1994) más conocido como Aaron Jones es un jugador profesional estadounidense de fútbol americano. Juega en la posición de running back para los Minnesota Vikings de la National Football League (NFL). Jugó fútbol americano universitario en los UTEP Miners y fue seleccionado por los Packers en la quinta ronda del Draft de la NFL de 2017.

## Primeros años
Hijo de dos sargentos del ejército de los Estados Unidos llamados Alvin y Burgess, Jones era fanático de Emmitt Smith, Percy Harvin y Tyrod Taylor durante su infancia. Él y su hermano de gemelo Alvin Jr. y sus hermanas Xavier y Chelsirae se mudaron con sus padres en varias ocasiones, llegando a vivir en Alemania, Kentucky, Tennessee, Virginia y a la frontera con México debido a los desplazamientos de sus padres.
Jones estudió y practicó fútbol americano en el Burges High School de El Paso, Texas. Ahí logró una calificación compuesta de tres estrellas en 247Sports.com. Su padre se retiró antes de su último año y comenzó una empresa de marketing para impulsar el proceso de reclutamiento de sus hijos..

## Carrera universitaria
Jones estudió en la Universidad de Texas en El Paso y jugó fútbol americano universitario en los UTEP Miners de 2013 a 2016 siendo entrenado por el entrenador Sean Kugler.
Como estudiante de primer año, Jones jugó en nueve juegos. En su debut colegial, en contra de los New Mexico Lobos, logró 11 acarreos para 127 yardas y dos touchdowns. Para el 26 de octubre, en contra de los Rice Owls, Jones logró 186 yardas por tierra. En general, Jones terminó la temporada de 2013 con 811 yardas por tierra, cuatro touchdowns, y cuatro recepciones para 14 yardas.
Durante el segundo año, Jones jugó en 12 juegos. Inició la temporada de 2014 con tres buenas actuaciones. En el partido inicial obtuvo 237 yardas por tierra y tres touchdowns en una victoria ante los Lobos de Nuevo México. El siguiente juego, terminó en una derrota ante los Texas Tech Red Raiders, obteniendo 144 yardas por tierra y dos touchdowns. Una semana más tarde, en el clásico contra los New Mexico State Aggies, logró 168 yardas terrestres y dos touchdowns. El 15 de noviembre, contra North Texas Mean Green, consiguió 177 yardas terrestres y dos touchdowns en un partido que terminó con una victoria para los Miners. Para el 29 de noviembre, contra los Middle Tennessee Blue Raiders, obtuvo 147 yardas por tierra y un touchdown junto con una recepción de touchdown de 72 yardas en la victoria. En general, para la temporada 2014, Jones terminó con 1,321 yardas por tierra (el cuarto mejor en la historia de UTEP), 11 touchdowns, 30 recepciones, 293 yardas por pase, y tres recepciones de touchdown.
Como júnior, Jones jugó solo dos juegos debido a una lesión en el tobillo al comienzo de la temporada. En el año, terminó con solo 209 yardas terrestres, un touchdown, 106 yardas por pase y una recepción de touchdown. 91 de esas yardas llegaron en la jugada más larga en la historia de UTEP en un juego contra Texas Tech.
Como sénior, Jones jugó en 12 juegos. En su primer juego después de la lesión de tobillo, obtuvo 249 yardas terrestres y dos touchdowns en una victoria ante los Aggies de la Universidad Estatal de Nuevo México. El 29 de octubre en un juego ante los Old Dominion Monarchs lanzó un pase de touchdown de tres yardas en un partido que finalizó con una derrota para UTEP. En siguiente juego contra Houston Baptist Huskies, Jones logró 225 yardas terrestres y dos touchdowns. Siguió con 229 yardas por tierra y dos touchdowns más en una derrota ante los Florida Atlantic Owls. En su último juego colegial que terminó en una victoria ante North Texas, logrando 301 yardas por tierra y cuatro touchdowns, siendo el segundo mejor en la historia de UTEP detrás de Fred Wendt que logró 346 yardas en 1948. En general, ocho acarreos de más de 40 yardas y finalizó su última temporada con 1,773 yardas terrestres, 17 touchdowns, 28 recepciones, 233 yardas por pase, tres recepciones de touchdown, y un pase de touchdown.
Esto hizo de Jones uno de los jugadores más exitosos en la historia de los UTEP Miners. En términos de yardas por tierra, obtuvo cinco de los doce mejores juegos de UTEP y récords escolares de 17 juegos con más de 100 yardas por tierra y cinco con más de 200 yardas. Asimismo, Jones posee el registro de más yardas por tierra en una carrera (4,114), para una temporada (1,773; también quinto en su segundo año), y yardas por tierra por juego (117.5) incluyendo la segunda y sexta mejores temporadas en la historia de la escuela (147.8 en 2016; 110.1 en 2014). Es segundo de todos los tiempos con 33 touchdowns por tierra, incluidas las terceras y séptimas temporadas de la escuela. (17 en 2016; 11 en 2014). Sus 4,760 yardas de uso múltiple en su carrera con 136.0 de promedio por juego son las segundas mejores de todos los tiempos, e incluyeron la cuarta y octava mejores temporadas de la escuela. Tiene tres de las 10 jugadas por tierra más largas en la historia de UTEP, incluyendo el registro 91 yardas de su corta temporada como júnior. Sus 240 puntos de carreralo hacen el cuarto mejor de todos los tiempos, y el segundo mejor entre quienes no son pateadores.

### Estadística universitaria
| Año     | Equipo  | G  | Por tierra | Por tierra | Por tierra | Por tierra | Por tierra | Por pase | Por pase | Por pase | Por pase | Por pase |
| Año     | Equipo  | G  | Att        | Yardas     | Avg        | Tiempo     | TD         | Rec      | Yardas   | Avg      | Tiempo   | TD       |
| ------- | ------- | -- | ---------- | ---------- | ---------- | ---------- | ---------- | -------- | -------- | -------- | -------- | -------- |
| 2013    | UTEP    | 9  | 155        | 811        | 5.2        | 81         | 4          | 4        | 14       | 3.5      | 6        | 0        |
| 2014    | UTEP    | 12 | 242        | 1,321      | 5.5        | 73         | 11         | 30       | 293      | 9.8      | 72       | 3        |
| 2015    | UTEP    | 2  | 32         | 209        | 6.5        | 91         | 1          | 9        | 106      | 11.8     | 36       | 1        |
| 2016    | UTEP    | 12 | 229        | 1,773      | 7.7        | 83         | 17         | 28       | 233      | 8.3      | 42       | 3        |
| Carrera | Carrera | 35 | 658        | 4,114      | 6.3        | 91         | 33         | 71       | 646      | 9.1      | 72       | 7        |

## Carrera profesional

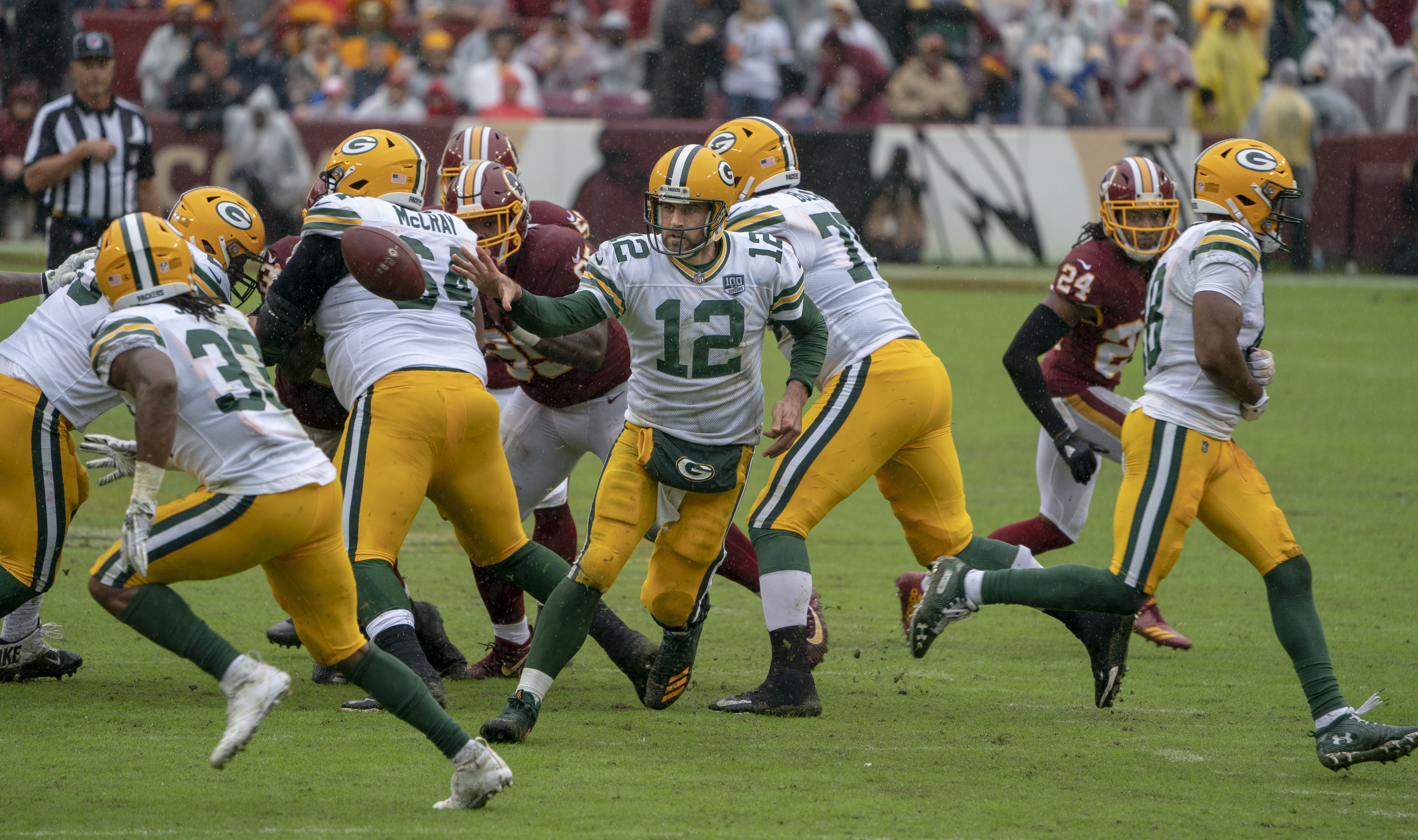
Jones recibiendo una jugada toss de Aaron Rodgers en 2018

Jones fue seleccionado por los Green Bay Packers en la quinta ronda en la posición 182 en el Draft de la NFL de 2017. Fue el décimo noveno running back seleccionado en el draft de ese año. Jones firmó contrato el 5 de mayo de 2017.

### Temporada 2017: Año como novato
Después de que las lesiones a Ty Montgomery y Jamaal Williams, Jones debutó en el juego de jueves por la noche de la semana 4 contra los Chicago Bears. En el juego,  logró 13 acarreos para 49 yardas y su primera acarreo que se terminó en touchdown. En la semana 5 contra los Dallas Cowboys, Jones contó con 19 acarreos para 125 yardas y logró un objetivo individual, para una ganancia de 9 yardas. En el segundo cuarto, Jones corrió por enmedio para anotar un touchdown de siete yardas, que fue el segundo de su carrera. En la semana 7, contra los New Orleans Saints, obtuvo 17 acarreos para 131 yardas y un touchdown. En general, Jones finalizó su temporada inicial con 448 yardas terrestres (segundo en el equipo detrás del también novato Jamaal Williams y noveno entre los novatos de la NFL) y siendo líder de anotaciones por tierra con nueve recepciones y 22 yardas por pase.

### Temporada 2018
El 3 de julio de 2018, Jones fue suspendido los primeros dos juegos de la Temporada 2018 de la NFL por violar la política de abuso de substancias prohibidas de la NFL. Para el 23 de septiembre tuvo su primer juego luego de su suspensión, y logró correr en seis ocasiones para 42 yardas en una derrota 31–17 frente a los Washington Redskins. La siguiente semana, en un partido ante Buffalo Bills que finalizó 22–0 en favor de Green Bay,  donde Jones logró 11 acarreos para 65 yardas y un touchdown. Asumió los deberes iniciales en la Semana 6, aunque continuó compartiendo acarreos con Williams y Montgomery. Para la semana 9, tuvo suficientes acarreos para calificar para las tablas de clasificación de la NFL, y tomó el primer lugar en yardas por carrera en 6.02. El 11 de noviembre, logró tuvo 15 acarreos para 145 yardas y dos touchdowns por tierra en un juego que finalizó con una victoria 31–12 sobre los Miami Dolphins en la semana 10. La semana siguiente conseguiría su primera recepción de touchdown en la NFL y lograría uno más por tierra en una derrota 24–27 frente a los Seattle Seahawks. En la semana 12, obtuvo su quinto touchdown en tres juegos con 93 yardas totales contra la Minnesota Vikings. Durante la semana 15 sufrió una lesión de rodilla que le provocó estar apartado del equipo como reserva herida hasta el 18 de diciembre de 2018. En general, finalizó la temporada 2018 con 728 yardas terrestres, ocho touchdowns, 26 recepciones, 206 yardas por pase, y una recepción de touchdown.
En sus primeras dos temporadas, Jones promedió 9 toques por juego y era uno de los líderes de la liga con 5.5 yardas por acarreo en promedio.

### Temporada 2019
En el juego de la semana 2 contra la Minnesota Vikings, Jones se corrió en 23 ocasiones para 116 yardas y un touchdown en una victoria 21–16 de los Packers. En la semana 3 contra los Denver Broncos, Jones se obtuvo 10 acarreos para 19 yardas y dos touchdowns en la que sería la tercera victoria de los Packers con un resultado 27–16. Durante la semana 5 en el juego en contra de los Dallas Cowboys, Jones acabó con 107 yardas por tierra, 75 yardas por pase, y cuatro touchdowns en la victoria de los Packers 34–24, ganando de esta manera el reconocimiento al Jugador Ofensivo de la Semana de la NFC. Durante Sunday Night Football contra los Kansas City Chiefs en la semana 8, que los Packers ganarían 31–24, Jones logró con 13 acarreos para 67 yardas, siete recepciones para 159 yardas por pase y dos recepciones para touchdowns.  Por este partido fue nombrado Jugador Ofensivo de la Semana de la NFC de nueva cuenta. En la semana 10, el juego contra las Carolina Panthers, Jones se corrió en 13 ocasiones logrando 93 yardas terrestres y tres touchdowns. El partido finalizó 24–16 en favor de Green Bay. Para la semana 14 contra los Washington Redskins, Jones obtuvo 134 yardas en 16 acarreos así como un touchdown, finalizando con un resultado de 20–15 a favor de Packers. Durante el segundo partido ante los Minnesota Vikings del Monday Night Football en la semana 16, Jones destacó por tener una gran jugada con una carrera de touchdown de 56 yardas. Finalmente, terminó con 154 yardas por tierra y dos touchdowns en 23 carreras en la victoria de Green Bay 23–10. En la semana 17 contra los Detroit Lions, Jones se corrió en 25 ocasiones par lograr un total de 100 yardas por tierra y logró dos recepciones par 43 yardas en un apretado triunfo 23–20. Durante el juego, Jones logró un récord personal de 75 instantáneas y superó las 1,000 yardas por primera vez en su carrera. En sus 285 toques en la temporada 2019, Jones terminó con un total de 1,084 yardas por tierra y 16 touchdowns por tierra, junto con 49 recepciones para 474 yardas y tres touchdowns.
En la ronda divisional de los playoffs contra Seattle Seahawks, Jones se corrió 62 yardas en 21 acarreos y logró 2 touchdowns en una victoria de 28–23. En el Juego de Campeonato de la NFC contra los San Francisco 49ers, Jones se logró 12 acarreos para 56 yardas y un touchdown y obtuvo 5 pases para 27 yardas y un touchdown durante la derrota de 37–20 para los Packers.

### Temporada 2020
En la Semana 1 contra los Minnesota Vikings, Jones corrió 16 veces para 66 yardas y su primer touchdown terrestre de la temporada durante la victoria 43-34. En la Semana 2 contra los Detroit Lions, corrió 18 veces para un récord personal de 168 yardas y dos touchdowns terrestres, uno de los cuales fue un touchdown de 75 yardas, y atrapó cuatro pases para 68 yardas y un touchdown durante la victoria 42-21. En la Semana 4 contra los Atlanta Falcons en Monday Night Football, totalizó 101 yardas desde la línea de golpeo y un touchdown de recepción durante la victoria 30-16. En la Semana 13 contra los Philadelphia Eagles, corrió para 130 yardas, incluido un touchdown de 77 yardas, durante la victoria por 30-16. En la semana 15 contra los Carolina Panthers, Jones registró 158 yardas desde la línea de golpeo y un touchdown por tierra durante la victoria por 24-16. El 21 de diciembre de 2020, fue seleccionado para el Pro Bowl por primera vez en su carrera. Finalizó la temporada con 1,104 yardas y nueve touchdowns por tierra, con un promdeio de 5.5 yardas por acarreo.
En la Ronda Divisional de la postemporada contra Los Angeles Rams, Jones corrió para 99 yardas y un touchdown durante la victoria 32-18. En el Juego de Campeonato de la NFC contra los Tampa Bay Buccaneers, registró seis acarreos para 27 yardas y cuatro recepciones para 7 yardas antes de salir lesionado al inicio de la segunda mitad del encuentro, el cual perdieron los Packers por 31-26.

## Estadística en la NFL

### Temporada regular
|  | Seleccionado al Pro Bowl |

| Año   | Equipo | Juegos | Juegos | Acarreos | Acarreos | Acarreos | Acarreos | Acarreos | Acarreos | Recepciones | Recepciones | Recepciones | Recepciones | Recepciones | Recepciones | Balones sueltos |
| Año   | Equipo | GP     | GS     | Att      | Yds      | Avg      | Long     | TD       | 1D       | Rec         | Yds         | Avg         | Long        | TD          | 1D          | Balones sueltos |
| ----- | ------ | ------ | ------ | -------- | -------- | -------- | -------- | -------- | -------- | ----------- | ----------- | ----------- | ----------- | ----------- | ----------- | --------------- |
| 2017  | GB     | 12     | 4      | 81       | 448      | 5.5      | 46       | 4        | 23       | 9           | 22          | 2.4         | 9           | 0           | 2           | 0               |
| 2018  | GB     | 12     | 8      | 133      | 728      | 5.5      | 67       | 8        | 41       | 26          | 206         | 7.9         | 24          | 1           | 12          | 1               |
| 2019  | GB     | 16     | 16     | 236      | 1,084    | 4.6      | 56       | 16       | 55       | 49          | 474         | 9.7         | 67          | 3           | 18          | 3               |
| 2020  | GB     | 14     | 14     | 201      | 1,104    | 5.5      | 77       | 9        | 52       | 47          | 355         | 7.6         | 30          | 2           | 15          | 2               |
| Total | Total  | 54     | 42     | 651      | 3,364    | 5.2      | 77       | 37       | 171      | 131         | 1,057       | 8.1         | 67          | 6           | 47          | 6               |

Fuente: Pro-Football-Reference.com

### Postemporada
| Año                                | Equipo  | Juegos | Juegos | Por tierra | Por tierra | Por tierra | Por tierra | Por tierra | Por pase | Por pase | Por pase | Por pase | Por pase | Fumbles | Fumbles |
| Año                                | Equipo  | GP     | GS     | Att        | Yds        | Avg        | Lng        | TD         | Rec      | Yds      | Avg      | Lng      | TD       | Fum     | Perdido |
| ---------------------------------- | ------- | ------ | ------ | ---------- | ---------- | ---------- | ---------- | ---------- | -------- | -------- | -------- | -------- | -------- | ------- | ------- |
| 2019                               | GB      | 2      | 2      | 33         | 118        | 3.6        | 23         | 3          | 6        | 31       | 5.2      | 9        | 1        | 0       | 0       |
| Carrera                            | Carrera | 2      | 2      | 33         | 118        | 3.6        | 23         | 3          | 6        | 31       | 5.2      | 9        | 1        | 0       | 0       |
| Fuente: pro-football-reference.com |         |        |        |            |            |            |            |            |          |          |          |          |          |         |         |

## Vida personal
En mayo de 2018, Jones se graduó de UTEP.

### Problemas legales
El 20 de noviembre de 2017, Jones fue citado por un problema de tránsito, un incidente que ocurrió el 1 de octubre. El día del incidente Jones aceleraba a 79 MPH en un camino de 55 MPH como límite de velocidad mientras poseía una porción de marihuana. Jones fue arrestado y acusado de conducir bajo el influjo de una sustancia controlada restringida, conducir sin una licencia válida y a exceso de velocidad. Jones no se opuso a los cargos y fue multado por los costos judiciales y su licencia fue suspendida por seis meses.